# Fenghuo (köpinghuvudort i Kina, Shaanxi, lat 34,55, long 108,63)
Fenghuo (kinesiska: 烽火, 烽火镇) är en köpinghuvudort i Kina. Den ligger i provinsen Shaanxi, i den nordvästra delen av landet, omkring 40 kilometer nordväst om provinshuvudstaden Xi'an. Antalet invånare är 26 624. Befolkningen består av 12 979 kvinnor och 13 645 män. Barn under 15 år utgör 13,0 %, vuxna 15-64 år 76 %, och äldre över 65 år 9,0 %.
Runt Fenghuo är det tätbefolkat, med 511 invånare per kvadratkilometer. Närmaste större samhälle är Jinggan, 19,0 km öster om Fenghuo. Trakten runt Fenghuo består till största delen av jordbruksmark.
Genomsnittlig årsnederbörd är 619 millimeter. Den regnigaste månaden är september, med i genomsnitt 142 mm nederbörd, och den torraste är december, med 1 mm nederbörd.